# Маняк
Мàняк (на гръцки: Μανιάκοι, Маняки) е село в Егейска Македония, Република Гърция, дем Костур, област Западна Македония.

## География
Селото е разположено в Костурската котловина в най-южните склонове на Черната планина над Костурското езеро и отстои на 3 километра югозападно демовия център Костур. До църквата „Света Петка“ има известно аязмо, традиционно смятано за лековито. Според преданията тук някога е имало манастир „Света Петка“, заради който селото се нарича Маняк. Землището на Маняк е разделено на две – планинско в Саракина и полско – западно от Бистрица (Алиакмонас).
Южно от Маняк на слива на Рулската река и Бистрица (Белица) е гората Манякски орман. В нея до 1912 година Костурската българска прогимназия празнува Св. св. Кирил и Методий.

## История

### В Османската империя
Народната етимология свързва името на селото със стар манастир, съществувал според преданията на мястото на църквата „Света Петка“.
В края на XIX – началото на XX век Маняк е българско чифликчийско селище с около 20-ина къщи в Костурка каза на Османската империя, собственост на Дзулфукяр бей, Джамил бей и Муста бей. В „Етнография на вилаетите Адрианопол, Монастир и Салоника“, издадена в Константинопол в 1878 година и отразяваща статистиката на населението от 1873 година, Маняк (Maniak) е посочено като село с 20 домакинства и 58 жители българи. Според статистиката на Васил Кънчов („Македония. Етнография и статистика“) в 1900 година Маняк има 126 жители българи християни.
На Етнографската карта на Битолския вилает на Картографския институт в София от 1901 година Маняк е чисто българско село в Костурската каза на Корчанския санджак с 20 къщи.
Според Георги Константинов Бистрицки Чифлик Маняк преди Балканската война има 20 български къщи, а според Георги Христов и 1 куцовлашка.
В началото на XX век цялото население на Маняк е под върховенството на Цариградската патриаршия, но след Илинденското въстание в началото на 1904 година минава под върховенството на Българската екзархия. По данни на секретаря на Екзархията Димитър Мишев („La Macédoine et sa Population Chrétienne“) в 1905 година в Маняк има 160 българи екзархисти.
Гръцка статистика от 1905 година не отразява промяната и представя селото като изцяло гръцко със 120 жители. Гръцката митрополия в Костур осуетява всички опити да се отвори българско училище в Маняк, но не отваря и гръцко, поради близостта на Костур. Манячени искат от екзархийското архиерейско наместничество назначаване на български учител, но под натиск на ВМОРО, име е отказано. В 1904 година подновяват молбата си, но отново срещат отказ поради статуквото, наложено от Хилми паша. Българско училище е отворено в селото едва след Младотурската революция в 1908 година.
На 20 април 1898 година в Маняк е основан комитет на ВМОРО, начело с Кузо Димитров, в който влизат Георги Наумов, Доро Янакиев и Гиро Динков. Местната чета на войводата Атанас Петров и заместилия го след Нурединовата афера в 1901 година Тале Горанов често отсяда в Маняк. При избухването на Илинденско-Преображенското въстание в 1903 година властите залавят маняшките дейци на ВМОРО Атанас Василев, Стерьо Дъндов, Доро Янакиев и Петро Типов.
На 15 срещу 16 ноември в Маняк войска обгражда Кузо Димитров, Вангел Попхристов, Христо Четирски и Аргир Дренички и след сражение на разсъмване с щурм четиримата пробиват обсадата и се спасяват в гората. За наказание войската арестува мирните селяни Атанас Василев, Петър Типов и Димитър Аргиров.
Към гръцката партия в Маняк са привлечени Щерю Чапата и синът му поп Никола, но те не успяват да създадат гръцки комитет в селото и от страх да не бъдат убити се изселват в Костур, а по-късно в гъркоманското село Калевища, където Никола служи като свещеник. След Хуриета двамата се опитват да се върнат в Маняк като българи, но не са приети от съселяните си. Като отмъщение гръцкият комитет убива на 20 август 1907 Щерю Дъндов, а през юни 1909 година отравя Ставро Янакиев, брат на ръководителя на българския комитет Доро Янакиев.
При избухването на Балканската война в 1912 година двама души от Маняк са доброволци в Македоно-одринското опълчение.
На етническата карта на Костурското братство в София от 1940 година, към 1912 година Манякъ е обозначено като българско селище.

### В Гърция
През Балканската война гръцки войски влизат в Маняк, междувременно нападат българското училище и изпочупват училищните пособия. В 1913 година Маняк остава в Гърция след Междусъюзническата война. Боривое Милоевич пише в 1921 година („Южна Македония“), че Маняк (Мањак) има 10 къщи славяни християни.
В междувоенни период много жители на Маняк емигрират в България и отвъд океана. В селото се заселва 1 гръцко семейство.
Паскал и Васил Янакиеви са ръководителите на Охрана в Маняк по време на Втората световна война.
Селото пострадва силно по време на Гражданската война (1946 - 1949) - загиват 7 души от Маняк, а 34 емигрират в източноевропейските страни.
След войната в селото са заселени много гърци бежанци, както и жители от околните по-малки български села. През 60-те години в Маняк се заселват повечето от жителите на село Жужел (Зузули), което в 1963 година претърпява катастрофални свлачища. В Маняк се заселват и жители от други грамоски села - Висанско (Певкофито), Ново Котелци (Неа Котили), Тухол (Певкос), както и всички жители на Селско.
| Година    | 1913 | 1920 | 1928 | 1940 | 1951 | 1961 | 1971 | 1981 | 1991 | 2001 | 2011 | 2021 |
| --------- | ---- | ---- | ---- | ---- | ---- | ---- | ---- | ---- | ---- | ---- | ---- | ---- |
| Население | 113  | 87   | 112  | 153  | 185  | 208  | 883  | 2745 | 2229 | 2619 | 3055 | 2612 |

## Личности
Родени в Маняк
- A. Цветков, войвода на четата на „Охрана“ от Маняк[27]
- Апостол Чапов (Цапов, Цапата, 1927 – 1944), гръцки комунист; на 15 годишна възраст се включва в резовете на ЕЛАС; загива на 12 юни 1944 година в сражение с германски войници в село Дъмбени[28]
- Вангел Цветков, войвода на четата на „Охрана“ от Хрупища[27]
- Васил Янакиев - Мусолини (Βασίλης  Γιαννάκης), деец на „Охрана“[29][30]
- Георги Наумов (1887 – ?), легален деец на ВМОРО,[31] македоно-одрински опълченец, Първа рота на Шеста охридска дружина[32][33]
- Гиро Динков (? – 1922), деец на ВМОРО, четник, участник в Илинденско-Преображенското въстание, по-късно легален деец на организацията, починал в Маняк[31]
- Дине Кьосев, деец на „Охрана“[34]
- Динко Черпалов (? – 1922), деец на ВМОРО, четник, участник в Илинденско-Преображенското въстание, по-късно легален деец на организацията, починал в Хрупища[13]
- Доро Янакиев, легален деец на ВМОРО, ръководител на манякския революционен комитет[31]
- Кузо Димитров Манякски (1872 – ?), български революционер от ВМОРО, ръководител на местния комитет на ВМОРО, по-късно четник и войвода
- Лефтер Атанасов, легален деец на ВМОРО[31]
- Малама Дорова Янакиева, деятелка на ВМОРО[35]
- Никола Сотиров, доброволец в четата на Иван Атанасов – Инджето през Сръбско-българската война в 1885 година[36]
- Паскал Янакиев (1887 - ?), един от ръководителите на „Охрана“
- Пенка К.Манякска, деятелка на ВМОРО[35]
- Рина Георгиева, деятелка на ВМОРО[35]
- Сона Гирова Динкова, деятелка на ВМОРО[35]
- Ставро Янакиев, легален деец на ВМОРО[31]
- Стерьо Довениотов, селски ръководител на ВМОРО